# فوجيكو ياماموتو
فوجيكو ياماموتو ((باليابانية: 山本 富士子، بالروماجي: Yamamoto Fujiko)، المزدادة في 11 ديسمبر 1931) هي ممثلة يابانية ظهرت في أكثر من 100 فيلم بين سنوات 1953 و 1963 فقط. كما حصلت على لقب ملكة جمال اليابان في 1950.

## حياتها
ولدت فوجيكو في 11 ديسمبر 1931 في أوساكا لبائع قطن، ترعرعت في إزومي بأوساكا ثم في إزوميوتسو بنفس المقاطعة. درست الرقص الياباني التقليدي في معهد روكونوسوكي هانايغاي (باليابانية: 花柳禄之助، بالروماجي: Rokunosuke Hanayagi) التابع لمدرسة هانايغاي (باليابانية: 花柳禄寿، بالروماجي: Rokuju Hanayagi)، وهو ما يعرف اليوم بمدرسة كيوتو أوكي الثانوية.
في 1950 فازت بلقب ملكة جمال اليابان (وتعرف باسم ملكة جمال نيبون لأسباب دعائية) وهي أول فائزة بالمنافسة، وفي 1953 شاركت في أول أفلامها مع استوديوهات دايي إلى أن أصبحت نجمة الاستوديوهات الأولى.
في 1963، كان من المتوقع أن يتم تجديد عقدها مع إدارة الاستوديوهات لكن طلبها في تغيير بوند العقد حال دون ذلك، بل قام رئيس الشركة ماسايشي ناغاتا بطردها ومنعها من التمثيل في الأفلام، وقد اتفق مع كبرى الاستوديوهات اليابانية على عدم إسناد أي دور لها في السينما. ظهرت فوجيكو بعدا في بضعة أعمال تلفزيونية ومسرحية، لكنها لم تظهر في أية فيلم منذ ذلك الحين.

### الحياة الشخصية
تزوجت فوجيكو من الملحن «تاكيهارو ياماموتو» في 1962، ورزقت منه بطفل في 1968 وهو «شيغيهارو ياماموتو» وهو الآن يعمل مديرا لتلفزيون TVC.

## الجوائز
- 1950: ملكة جمال اليابان
- 1959: جائزة ريوبن لأفضل ممثلة
- 1961: جائزة كينما جامبو لأفضل ممثلة
- 2011: الميدالية بنفسجية الشريط

## أعمال بارزة
| السنة | الفيلم                                       |
| ----- | -------------------------------------------- |
| 1953  | مرحلة المراهقة Teenage Seduction             |
| 1955  | رومانسية يوشيما The Romance of Yushima       |
| 1957  | حب أميرة The Love of a Princess              |
| 1958  | اعتدال الزهور Equinox Flower                 |
| 1958  | انسان بجلد طاووس Human Skin Peacock          |
| 1985  | الرونين 47 الوفي The Loyal 47 Ronin          |
| 1985  | البلشونيات المثلجة The Snowy Heron           |
| 1959  | الممر الذي لاينسى Unforgettable Trail        |
| 1960  | وصية امرأة A Woman's Testament               |
| 1961  | عشر نساء مظلمات Ten Dark Women               |
| 1962  | ليس سهلا أن نصبح ثنائيا Being Two Isn't Easy |
| 1963  | انتقام ممثل An Actor's Revenge               |